# Julio Gómez (friidrottare)
Julio Gómez, född 27 januari 1963, är en argentinsk friidrottare. Han deltog vid olympiska sommarspelen 1984.